# Fly or Die
Albums de N.E.R.D
In Search of...
(2001) Seeing Sounds
(2008)
Singles
1. She Wants to Move
Sortie : 9 mars 2004
2. Maybe
Sortie : 2004

Fly or Die est le deuxième album studio de N.E.R.D, sorti le 23 mars 2004.
L'album s'est classé 5e au Top R&B/Hip-Hop Albums et 6e au Billboard 200 et a été certifié disque d'or par la Recording Industry Association of America (RIAA) le 27 mai 2004.
Il fait partie des 1001 albums qu'il faut avoir écoutés dans sa vie.

## Liste des titres
Toutes les chansons sont écrites et composées par Pharrell Williams et Chad Hugo.
| No  | Titre                                        | Contient un (des) sample(s) de | Durée |
| --- | -------------------------------------------- | ------------------------------ | ----- |
| 1.  | Don't Worry About It                         |                                | 3:41  |
| 2.  | Fly or Die                                   |                                | 3:30  |
| 3.  | Jump (featuring Joel Madden et Benji Madden) |                                | 3:55  |
| 4.  | Backseat Love                                |                                | 2:48  |
| 5.  | She Wants to Move                            |                                | 3:33  |
| 6.  | Breakout                                     |                                | 3:47  |
| 7.  | Wonderful Place                              |                                | 7:09  |
| 8.  | Drill Sergeant                               |                                | 6:54  |
| 9.  | Thrasher                                     |                                | 2:51  |
| 10. | Maybe                                        |                                | 4:22  |
| 11. | The Way She Dances                           |                                | 4:05  |
| 12. | Chariot of Fire                              |                                | 8:15  |

## Musiciens
- Pharrell Williams, : chant, piano
- Eric Fawcett, : batterie, chœurs
- Brent Paschke : guitare solo, chœurs
- Chad Hugo : platines, synthétiseurs, chœurs
- Christian Twigg : basse, chœurs
- Shay Haley : chant, guitare rythmique